# 宿务都主教座堂
宿务都主教座堂（英語：Cebu Metropolitan Cathedral）全称圣维大理与守护天使都主教座堂（英語：Metropolitan Cathedral and Parish of Saint Vitalis and of the Guardian Angels）是天主教宿霧总教区的主教座堂。

## 历史

### 修建
宿务教区建立于1595年8月14日，并于1934年8月28日升为总教区，辖管杜馬格特教區、馬阿辛教區、塔比拉蘭教區和塔利邦教區。该教堂以纪念圣维大理之名，由Miguel Lopez de Legazpi、Fray Andrés de Urdaneta和 Fray Diego de Herrera修建于1565年4月。在升为主教座堂之前，该教堂是菲律宾最早的一批教堂之一。由于缺乏资金和其他意外的因素，大教堂断断续续地修建了很多年。如修建大教堂的资金曾经被挪用于摩洛战争以及当时负责修建的主教的过世带来的职务空缺也影响了大教堂的修建等。

### 样式
教堂的样式是典型的西班牙帝国样式：用来抵御台风和其他自然灾害的侵袭低矮而厚实的墙壁，花纹浮雕装饰的三叶草状的三角楣飾，象征基督的刻饰与狮鹫，西班牙国王纹章装饰在主入口的低处（这也许反映了西班牙君主对其建设的贡献）。

### 二战时期
在二战期间，教堂的大部分被盟军的炸弹所炸毁，只剩下1835年修建的钟楼，正面和部分墙壁残存。

### 战后修缮
在20世纪50年代Gabriel Reyes總主教任期内，教堂在建筑师Jose Ma. Zaragosa负责下被迅速的重建。
1982年，圣器安置所的后面修建了一座陵墓。作为宿务主教和神职人员的最后安息之地。在陵墓落成3个月后死亡的罗萨莱斯樞機，与曼努埃尔·萨尔瓦多總主教一道埋葬；利巴總教區總主教（1981年－1993年），總主教马里亚诺·加维奥拉（Mariano Gaviola），以及罗萨莱斯樞機，利則·维达尔樞機。第一个菲律宾人主教Juan Bautista Gorordo，也被埋葬在那里。
2009年4月28日，在宿务教区升为总教区的75周年庆典上，大教堂进行了翻修，现宿务主教座堂包含了 Tinago, San Roque, Santo Niño, 和Parian4个位于宿务市东南和市区的描籠涯，现任首席神父是2014年被任命的“蒙席”Ruben C. Labajo神父。

## 相关链接
- ebuheritage.net: The Heritage of Cebu
- Ateneo de Manila University: PANUBLION
- Catholic Encyclopedia: Cebu（页面存档备份，存于）
- Clergy of the Archdiocese of Cebu
- Archdiocese of Cebu
- www.catholic-hierarchy.org: Archdiocese of Cebu（页面存档备份，存于）
- Cebu City Photos and News（页面存档备份，存于）
- GCatholic.org: Catholic dioceses in the Philippines（页面存档备份，存于）
- GCatholic.org: Metropolitan Archdiocese of Cebu（页面存档备份，存于）

10°17′45″N 123°54′10″E / 10.2958°N 123.9029°E